# Arany piszeorrú majom

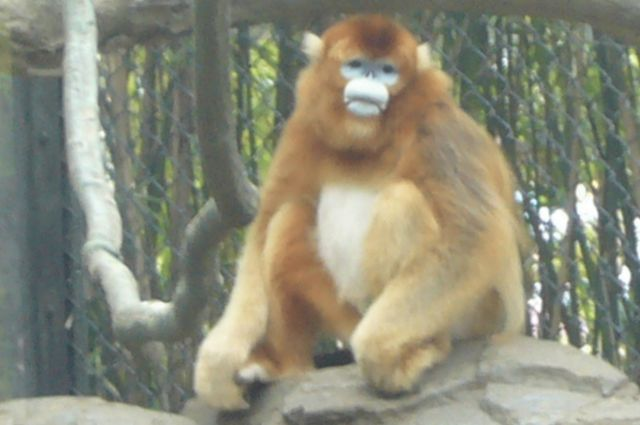

Az arany piszeorrú majom más néven kínai piszeorrú majom (Rhinopithecus roxellana) az emlősök (Mammalia) osztályának a főemlősök (Primates) rendjéhez, ezen belül a cerkóffélék (Cercopithecidae) családjához és a karcsúmajomformák (Colobinae) alcsaládjához tartozó faj.

## Előfordulása
Kína középső és délnyugati vidékének erdeiben honos. Falakó majom, a hóhatárig terjedő hegyvidéki erdőségek bambusz ligeteinek lakója.

## Megjelenése
Ritka szépségű bundáját sűrű, puha szőrzet alkotja. Az arany piszeorrú majom szőre akár 18 cm hosszúra is megnő. Feje búbja és farka sötét színű, testének többi része aranyvörös színben pompázik.

## Életmódja
Az akár száz példányból álló, egy idősebb hím vezette csapatai gyakran lemásznak a fákról, és a talajon keresnek bambuszrügyeket, leveleket, gyümölcsöt.

## Szaporodása
Tavasz vége táján 5 hónapig tartó vemhesség végén a nőstény világra hozza egyetlen kicsinyét, "akit" nagy odaadással szoptat és gondoz.

## Természetvédelmi állapota
Az élőhelyének elvesztése fenyegeti. Az IUCN vörös listáján a végveszélyben lévő kategóriában szerepel.